# 清水友美
清水友美（しみず ともみ）は、音楽、即興ダンス、演劇を中心に、種々の分野を活動の場とするアーティスト。いずれカンパニーを組織し、様々なジャンルの人たちによる総合的なパフォーマンスを作り上げるという目標を持っている。様々なジャンルのクリエイター集団Honey Cue、フリーフォーム・インプロヴィゼーション・プロジェクトunit-Cueunit-Cue主宰。市民団体・湘南SHOW点湘南SHOW点、湘南市民ワークショップ代表。

## 人物
ピアニストとして近現代作品を主なレパートリとし、身体や声による表現を伴う楽曲の演奏にも取り組む。ピアノ教室主宰。ギタリスト・林潤とのオリジナルPOPユニットfoolish fishではボーカリストを務め、曲や会場によりピアノ、キーボード、鍵盤ハーモニカも受け持つ。オリジナルソング、演劇やダンス公演のための音楽等、作曲も行う。ダンサーとして即興イベントでパフォーマンス。役者として市民劇団の公演に出演。地元茅ヶ崎や隣接する藤沢にゆかりのある愛唱歌、芸能、作曲家、演劇人に関する認識を広め、湘南をアートで盛り上げる活動にも尽力。インターネットテレビ、コミュニティFMのパーソナリティも務める。

## 主な経歴

### 受賞歴
- 1998年、第６回ヤングアーチストピアノコンクールFグループ銀賞
- 第６回JILA音楽コンクール第３位[2]
- 2001年、オーディションにて翌年第５回新しい世代の芸術祭でリュック・フェラーリ作品を演奏するピアニストに選出[3]

2004年、foolish fishとして第2回茅ヶ崎エメロード音楽祭優勝
- 2004年、現代音楽演奏コンクール“競楽VI"第３位[5]
- 2009年1月、トーキョーワンダーサイト若手音楽家支援プログラム「EXPERIMENTAL SOUND & ART FESTIVAL」にて奨励賞[6]

### 生誕～2005年
生年非公開。10月10日、藤沢市に生まれる。程なく転居した茅ヶ崎市で以後は暮らす。茅ヶ崎松若幼稚園、茅ヶ崎市立松林小学校、茅ヶ崎市立松林中学校、神奈川県立茅ヶ崎北陵高等学校、武蔵野音楽大学ピアノ科卒業。学校法人尚美学園が運営する教育機関（在籍時の校名非公開）のディプロマコースを修了、次いで音楽研究室員を務めた。幼稚園児時代に始めた最初の習い事であるピアノと平行して、小学生時代より暫くの間、モダンバレエ、絵画・デッサン、書道、水泳も習う。小学校では演劇、中学校ではダンスと美術のクラブに入る。高校生時代は人物画のサークルに通う。大学ではダンスのサークルに入る。この時期、ピアノやクラシック音楽だけでは仕事がないのでは、との危機感を覚える。ディプロマコース時代、シンセサイザーやロックやポップスのことも勉強したいと考えて既にキーボードで手伝っていたバンドのドラマーより勧誘を受け、新たなロックバンドNIX The Lemmingsのメンバーとなり、林潤と出会う。主なアルバイト経験は絵のモデルと塾講師。

- 1998年12月26日、第6回ヤングアーチストピアノコンクール受賞者によるコンサート出演[14]
- 2002年1月26日、「新しい世代」デビュー・コンサート～清水友美ピアノ・リサイタル～[15]
- 2004年12月5日、現代音楽演奏コンクール“競楽VI"第3位入賞
- 2005年3月、ダンスカンパニーノマド～s日本公演出演（ピアノ、ダンス）[16]
- 2005年7月20日、mixi日記『ともみんさんの日記一覧』開始
- 2005年8月26日、NHKのスタジオにてラジオドラマ付随音楽収録参加[13]
- 2005年10月10日、ベテラン演奏家に混ざってのアンサンブル形式による“競楽VI"入賞者演奏会出演[17]
- 2005年12月3・4日、第4回デジタルコンテンツフェスタ横浜出演（ピアノ、ダンス、手へ

のライブペインティング描かれ役担当。以下、受け持ちを示す括弧書きにおいて「担当」の語は省略）、高木砂代子（テルミン）、フジイミツグ（ライブペインティング）と共演

### 2006年～2010年
- 2006年6月3日、foolish fishとして「おとバン Vol.36」にバンド編成で出演、xykのxvier（ベース）、xykのyuta（ドラムス）と共演[20]
- 2006年7月7日、「BUNE～ブリック・ワン音楽祭『樵木の音湖』～清水友美×高木砂代子」出演（ピアノ、ヴォーカル、パフォーマンス）、高木砂代子（テルミン、作曲）、吉村祐（ウッドベース）、林潤（ギター）、新藤雄大（ドラムス）と共演[21][22]
- 2006年7月10日、「BUNE～ブリック・ワン音楽祭『樵木の音湖』～清水友美／Hommage à Luc Ferrari～日記の断片～」出演（ピアノ、歌、朗読、ダンス）、清水好美（映像）と共演[21]
- 2006年7月30日、foolish fishとして湘南ふじさわまちかど音楽祭公開オーディション2次審査参加、通過は叶わずも3位、商店街賞[23][24][25]
- 2006年9月16日、ピアノのアトリエ Vol.3にてリュック・フェラーリ『小品コレクション、または36のひとつづき』（ピアノとテープによる、抜粋）演奏（ピアノ、機材・音響・プレーヤー操作）[26][27]
- 2007年2月4日、「第3回楽芸会～美術と音楽の出会い～」出演（ピアノ、即興演奏、ダンス、foolish fishとしての演奏）、黒田オサム（ホイト芸、紙芝居作成）、佐々木亜希子（語り）、舘野鴻率いるジャズバンドと共演[28][25][29]
- 2007年4月、様々なジャンルのクリエイター集団Honey Cue設立[30]
- 2007年4月28日、「「テルミン＆ピアノ　新しい領域」～ビートルズと、天才テルミニスト クララ・ロックモアに捧ぐ～」出演（ピアノ）、第1部はビートルズ作品を素材とした書き下ろしピアノ曲を集めた企画第1弾、第2部は高木砂代子（テルミン）と共演[31][32][33]
- 2007年8月～10月2日、同年4月28日のビートルズ企画で着用したドレスにて絵のモデル[34][35]
- 2007年9月16日、「2007小石川フリーコンサート Vol.１～音とイメージの狭間に～鈴木治行「語りもの」シリーズ全作公演」出演（ピアノ）、太田真紀（ソプラノ）、原みどり（歌）、河合拓始（キーボード）、秋山徹次（語り）、今井和雄（ギター）、守屋拓之（コントラバス）、梶原一紘（フルート）、佳村萠（語り）、有馬純寿（音響）と共演[36][37]
- 2007年10月21日、ウィリアム・ボーディン監督の無声映画『雀（Sparrows）』（1926、米）に生演奏で音楽を付ける（ピアノ）、佐々木亜希子（活動弁士）と共演[38][39]
- 2007年12月9日、foolish fishのオリジナルクリスマスソングを収録したCD『僕ともみの木』発売[40][41]

### 2021年～2025年
- 2022年1月15日、ピアノバーMy Scotchにてfoolish fishライブ、中島裕和（チューバ）と共演[42][43]
- 2022年2月14日、「會田瑞樹自作自演によるリサイタル　書いて奏でて響かせて」に出演（ピアノ、ヴォイス）、會田瑞樹、佐藤洋嗣、曽我部清典、谷口かんな、西村薫、松平敬、山水美樹、佐原詩音と共演[44][45][46][47]
- 2022年2月24日、ピアノコンサート「「世界の果てまでオッペケペーの種を蒔け」　清水友美performs野村誠×近藤浩平×田口雅英」川崎公演、東南アジアの作曲家の作品も演奏[48][49][50]
- 2022年3月19日、湘南SHOW点としてワークショップの成果発表会開催、要ゆうじ、加藤ちゃぼも参加、朗読の形で取り組んできた要ゆうじ脚本のコメディ・ラジオドラマの演劇化を試みる[51]
- 2022年5月8日、Chigasaki Music LIVE Cafe&Barステージコーチにてfoolish fishライブ[52][53]
- 2022年6月25日、「KONDO Festival~山の端の向こうに、宙と海の先へ~山の作曲家・近藤浩平　楽壇活動20周年記念音楽祭」に出演（ピアノ、歌）、佐藤浩紀（ピアノ）、杉浦菜々子（ピアノ）と共演、近藤浩平（作曲）、栃内まゆみ（作曲）とトーク[54][55]
- 2022年7月31日、「12THコヅカ・アートフェスティバル　～人と自然と地域をつなぐアートの祭典」におけるRuu Ruu（ボウシアーティスト）の展示会最終日に行われたファッションショー・パフォーマンス「100％PARADE～キセキの銀河」に出演（ダンス）[56][57]
- 2022年8月7日、第１５回藤沢宿・遊行の盆（新型コロナウイルス感染防止のため鑑賞型イベントとして実施）の盆踊りステージに遊行ばやしの唄い手の1人として出演[58]
- 2022年8月20日、「清水友美ピアノリサイタル～音楽でたどる　ヒロシマ・ウクライナ・茅ヶ崎」（ピアノ、歌、構成・演出・朗読）、佐藤浩紀（ピアノ）と共演、ウクライナから茅ヶ崎に避難中の3人ならびに支援者とトーク[59][60][61][62]
- 2022年8月28日、音楽で元気届け隊　コンサート＆体験ワークショップ開催・出演（ピアノ、朗読）、加藤ちゃぼも参加[60]
- 2022年9月30日～10月2日、白石征演出・脚本の遊行かぶき『小栗判官と照手姫』さよなら記念公演に餓鬼阿弥役で出演[63][64][65]
- 2022年10月10日、Honey Cue15周年記念＆清水友美バースデーイベント（ピアノ、歌、構成・演出・朗読、ワークショップ）、ART Lounge、foolish fishとしても出演、岩井智恵、佐藤浩紀、加藤ちゃぼと共演、近藤浩平、岩井智恵、佐藤浩紀とトーク[65][66][67][68]
- 2023年1月22日、清水友美ピアノコンサート関西ツアー「関西学院出身のクラシックの作曲家達と、映画「にしきたショパン」、震災、ヒロシマのピアノ音楽　山田耕筰～大澤壽人～佐原詩音～近藤浩平」（ピアノ、構成・演出・朗読）、岩井智恵（朗読）、佐藤浩紀（ピアノ）と共演[69][70][71]
- 2023年2月4日、藤沢市生涯学習大学令和４年度藤沢ライフスタイル講座第２弾「50代、これも私のいきる道～ふじさわスタイルをトッピング」第２回にロールモデルゲストとして登壇[72][73]
- 2023年2月26日、市民劇団オンリーワンの朗読舞台『ひまわり～DVをのりこえて』に出演（役者、ダンス）、ART Lounge有志も共演。2022年開催の第1回パープルリボン作曲賞で選出された作品を演奏（ピアノ）・録音し劇中音楽に使用[74][75][76]
- 2023年3月19日、湘南SHOW点としてワークショップの成果発表会「音楽・ダンス・演劇を楽しもう！　観覧・体験無料　コンサート＆ワークショップ～震災被災地・福島とZoomでサンバ交流も～」開催、ART Lounge、音楽で元気届け隊、Zoomを介して障碍者サンバチームHANAと加藤ちゃぼが参加[77][78]
- 2023年7月6日、第23回JAALA国際交流展2023関連イベントのパフォーマンスに出演（ダンス）、完全即興で万城目純（ダンス）と共演[79][80][81]
- 2023年7月6日、東京創造芸術祭2023における万城目純の完全即興パフォーマンス企画「イロリーマジックオーケストラ」に出演（ダンス、ピアノ）、カナキティ、ノトヤ浩一、宇賀神智、実験躰ムダイ、村田訓吉、美言、うちだりょうこ、マッキン、万城目純、相良ゆみと共演[79][82][83]
- 2023年7月22・23日、第16回藤沢宿・遊行の盆における遊行ばやしコンテスト、大盆踊り大会にて唄い手の1人を務める。二代目照井貢洋と共演[84][85][86]
- 2023年8月7日、第2回貞奴芸術祭～萬松園編～「貞奴さんの美学に触れる～和洋の交錯～」のミニコンサート「各務原×茅ヶ崎」に出演（ピアノ）[87][88]
- 2023年8月19日、湘南SHOW点として成果発表会「踊って歌って演奏しよう～皆で創る共生ソング　コンサート＆ワークショップ」開催、ART Lounge、音楽で元気届け隊、はっぱオールスターズ、ゆうとりん、川越喜美子、加藤ちゃぼが参加[89][90][91]
- 2023年8月23日、梅田クラブ5周年記念特別サロンに個人として、だじゃれ音楽研究会として出演（ダンス、歌）、劇団うめはると共演[92][93]
- 2023年8月25～27日、サントリーホール サマーフェスティバル 2023における「ザ・プロデューサー・シリーズ 三輪眞弘がひらく ありえるかもしれない、ガムラン」の「プロジェクト型コンサート En-gawa」、コンサート「Music in the Universe」に個人として、だじゃれ音楽研究会として出演（ダンス・ガムラン、鍵盤ハーモニカ）、佐久間新（ジャワ舞踊）と即興で共演（ダンス）、野村誠『タリック・タンバン』世界初演に参加。24日のオープニングにも出席[94][95][96][97][98][99]

## 作品

### ディスコグラフィ
- 2007年12月9日、オリジナルクリスマスソングCD『僕ともみの木』 - foolish fish作曲・演奏
- 2008年8月20日、2枚組CD『語りもの』（鈴木治行作曲） - 清水友美が「陥没 - 分岐」「浸透 - 浮遊」でピアノを担当 - HEADZ 120
- 2010年2月24日、オムニバスCD『Nakara Shinsyu』 - foolish fish「O.Ha.Yo-」2010バージョン収録 - TRADEMARK NOTHING RECORDS TMN-002
- 2016年01月24日、DVD&CD『2015年音貞オッペケ祭　音二郎版「正劇オセロ」（於：茅ヶ崎館）、劇中音楽　サウンドトラック』 - foolish fish作曲・演奏
- 2018年9月22日、CDアルバム『五彩の気』 - foolish fish作曲・演奏
- 2019年5月25日、CDアルバム『身体音』 - foolish fish作曲・演奏
  -     -       - 2019年11月10日、DVD&CD『2019年音貞オッペケ祭　音二郎版「ハムレット」（於：茅ヶ崎館）、劇中音楽　サウンドトラック』 - foolish fish演奏、ギターの2曲はJUN作曲、他は清水友美作曲

## 参考外部リンク
- 公式ブログ